# Proterebia dalmata
Proterebia dalmata är en fjärilsart som beskrevs av Jean Baptiste Godart 1823. Proterebia dalmata ingår i släktet Proterebia och familjen praktfjärilar. Inga underarter finns listade i Catalogue of Life.